# Guy Ier de Til-Châtel
Guy Ier de Til-Châtel, né vers 1150 et mort vers 1191, est seigneur de Til-Châtel, dans le duché de Bourgogne, à la fin du XIIe siècle. Il est le fils de Guillaume de Til-Châtel et de son épouse Béatrix de Vignory. Il succède à son frère aîné Aimon III de Til-Châtel, mort avant 1179.
Il participe à la troisième croisade et trouve la mort lors du siège de Saint-Jean-d'Acre.
Il est alors remplacé par son fils aîné Guy II de Til-Châtel à la tête de la seigneurie.

## Biographie
Il est le fils puîné de Guillaume de Til-Châtel et de son épouse Béatrix de Vignory. À la mort de son père après 1152, la seigneurie revient à son frère aîné Aimon III de Til-Châtel, mais celui-ci meurt à son tour avant 1176 sans avoir contracté d'union ni eu de descendance et il hérite alors à son tour des terres familiales.
Bien que principalement vassal de l'évêque de Langres, il apparait par la suite régulièrement dans l'entourage du duc Hugues III de Bourgogne. En 1184, ce dernier accorde à Guy l'autorisation de fortifier son château de Til-Châtel ainsi que le bourg avec « des murs en dedans à la hauteur d'une lance sans bailles et sans murs devant, de façon qu'il ne puisse s’étendre au delà ». En contrepartie, Guy ainsi que ses successeurs se doivent de secourir le duc de toutes leurs forces contre toutes menaces, à l’exception de la fidélité qu'ils doivent à l'évêque et au chapitre de Langres. En outre, afin de rentrer dans la légéité du duc, le sire de Til-Châtel reçoit également de celui-ci le fief de Lux et s'engage à en fortifier aussi le château,,.
|  |  |

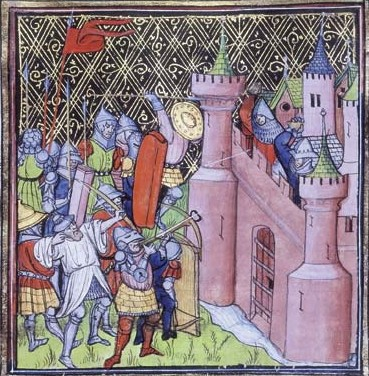
Siège de Saint-Jean-d'Acre lors de la troisième croisade.

En 1186, il fait très probablement partie de l'ost du duc lors de sa guerre contre Hugues de Vergy qui est soutenu par le roi Philippe-Auguste. Puis, en 1187, il signe comme caution du duc de Bourgogne la charte de franchises de la ville de Dijon. Preuve de son importance, il signe en troisième position, derrière le sénéchal Anséric IV de Montréal et le connétable Aimon de Marigny-sur-Ouche,.
Quelques années plus tard, il décide de participer à la troisième croisade et rejoint la Terre sainte probablement aux côtés du duc de Bourgogne. Il combat alors au siège de Saint-Jean-d'Acre lors duquel il trouve la mort.
Il est ensuite remplacé à la tête de la seigneurie par son fils aîné Guy II de Til-Châtel.

## Mariage et enfants

Blason de la Maison de Mont-Saint-Jean : de gueules à trois écussons d'or.

Avant 1179, il épouse Marguerite de Mont-Saint-Jean, fille de Hugues II, seigneur de Mont-Saint-Jean, et de son épouse Élisabeth de Vergy, avec qui il a au moins deux enfants :
- Guy II de Til-Châtel, ou Guillaume de Til-Châtel, qui succède à son père ;
- Hugues de Til-Châtel, cité dans une charte de 1186.

Devenue veuve, Marguerite de Mont-Saint-Jean épouse en secondes noces Daimbert II, seigneur de Seignelay, avec qui elle a deux autres enfants. Elle meurt vers 1224.

## Annexes

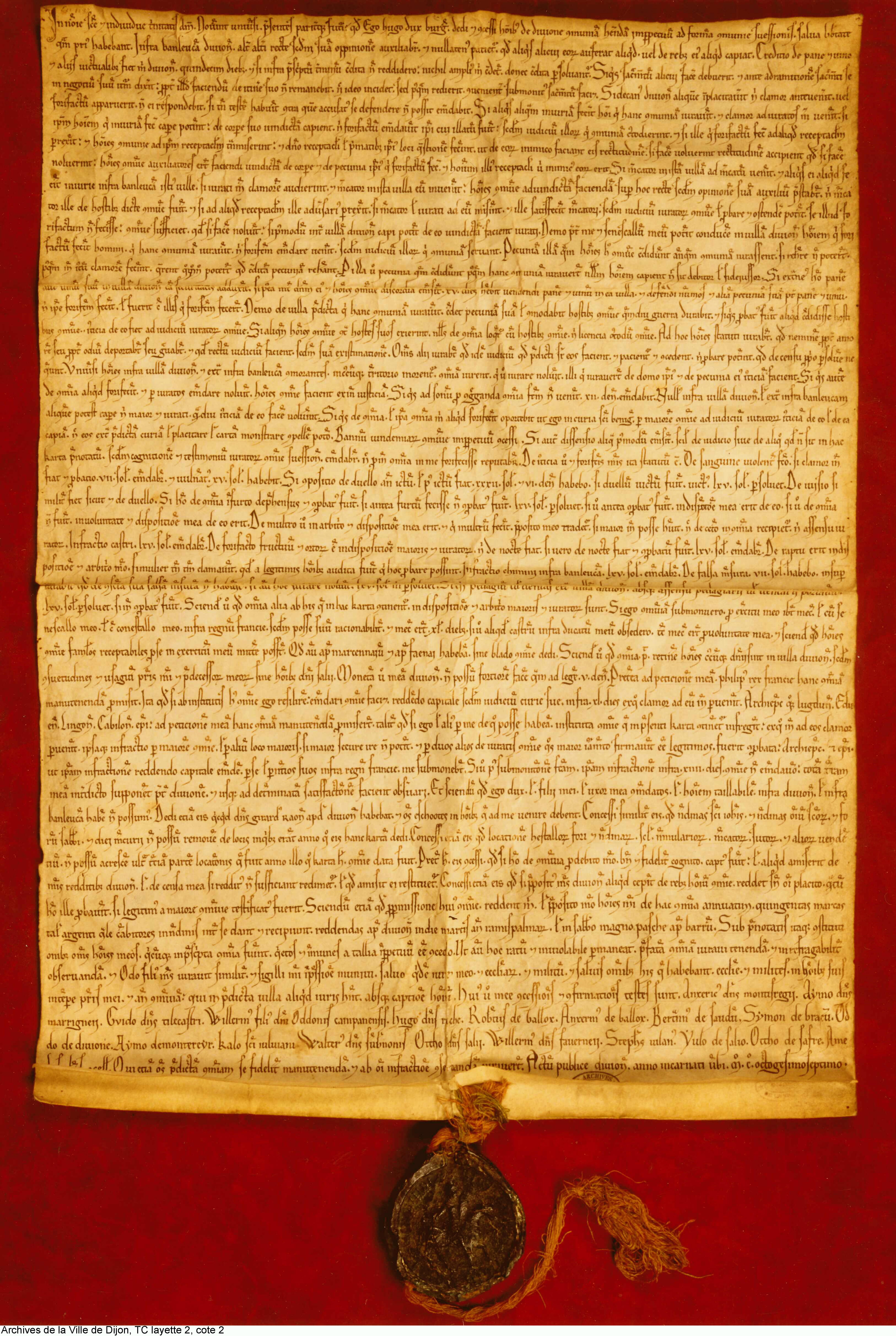
Charte de commune accordée à Dijon par le duc Hugues III de Bourgogne et dont Guy de Til-Châtel est caution.